# Îlot de la tortue (Matsu)
L'îlot de la tortue (Chinois traditionnel:龜島 ; pinyin: Guī Dǎo) appartient à la municipalité de Beigan, située dans le comté de Lienchiang, appartenant à la province du Fujian dans la République de Chine.

## Géologie
L'île se définit par un rocher de granit qui se dresse hors de l'eau. Sa surface craquelée fait qu'elle ressemble à une tortue géante qui se repose dans la mer.

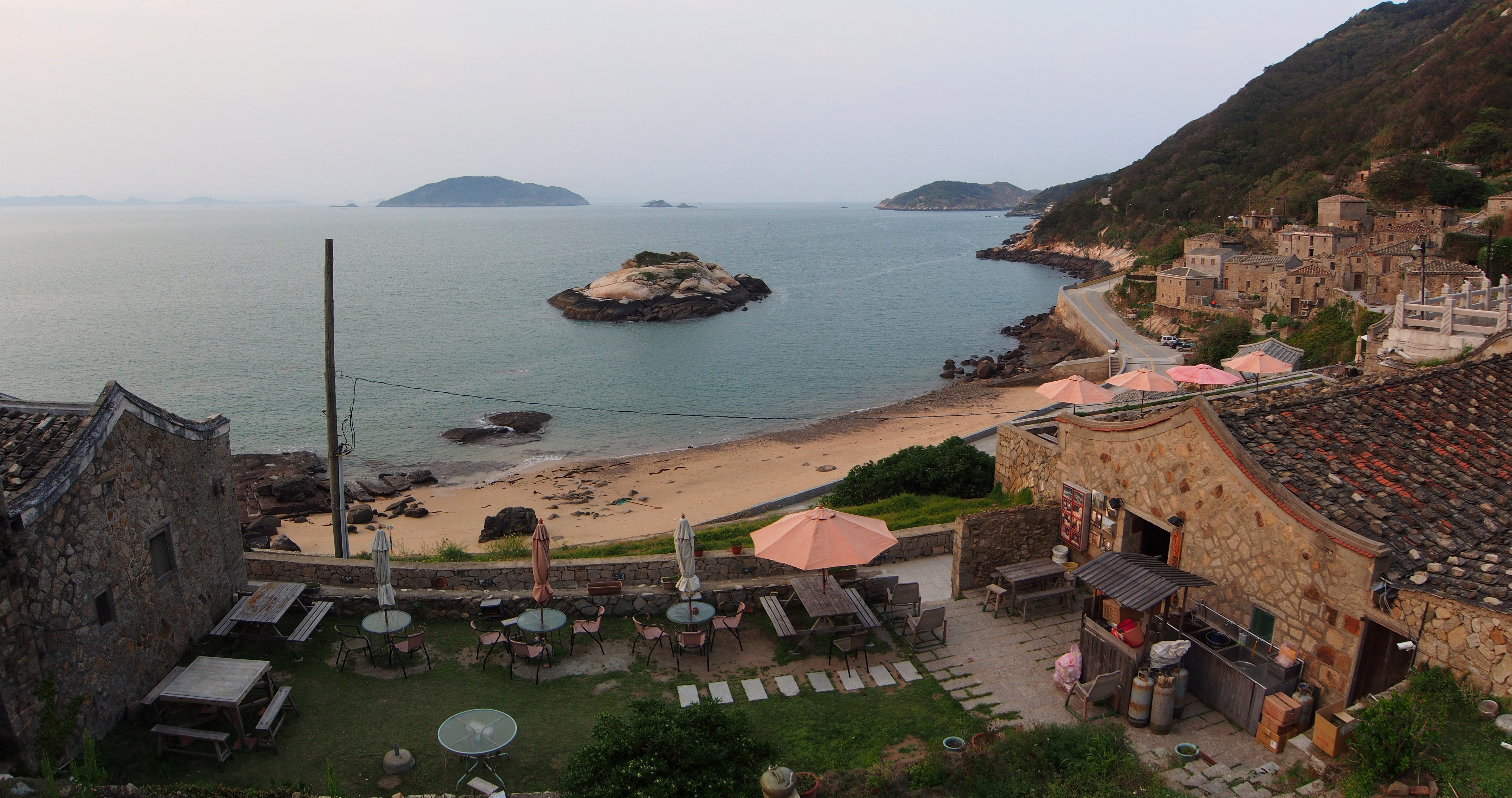
L'île de la Tortue sur la Mirror Bay.

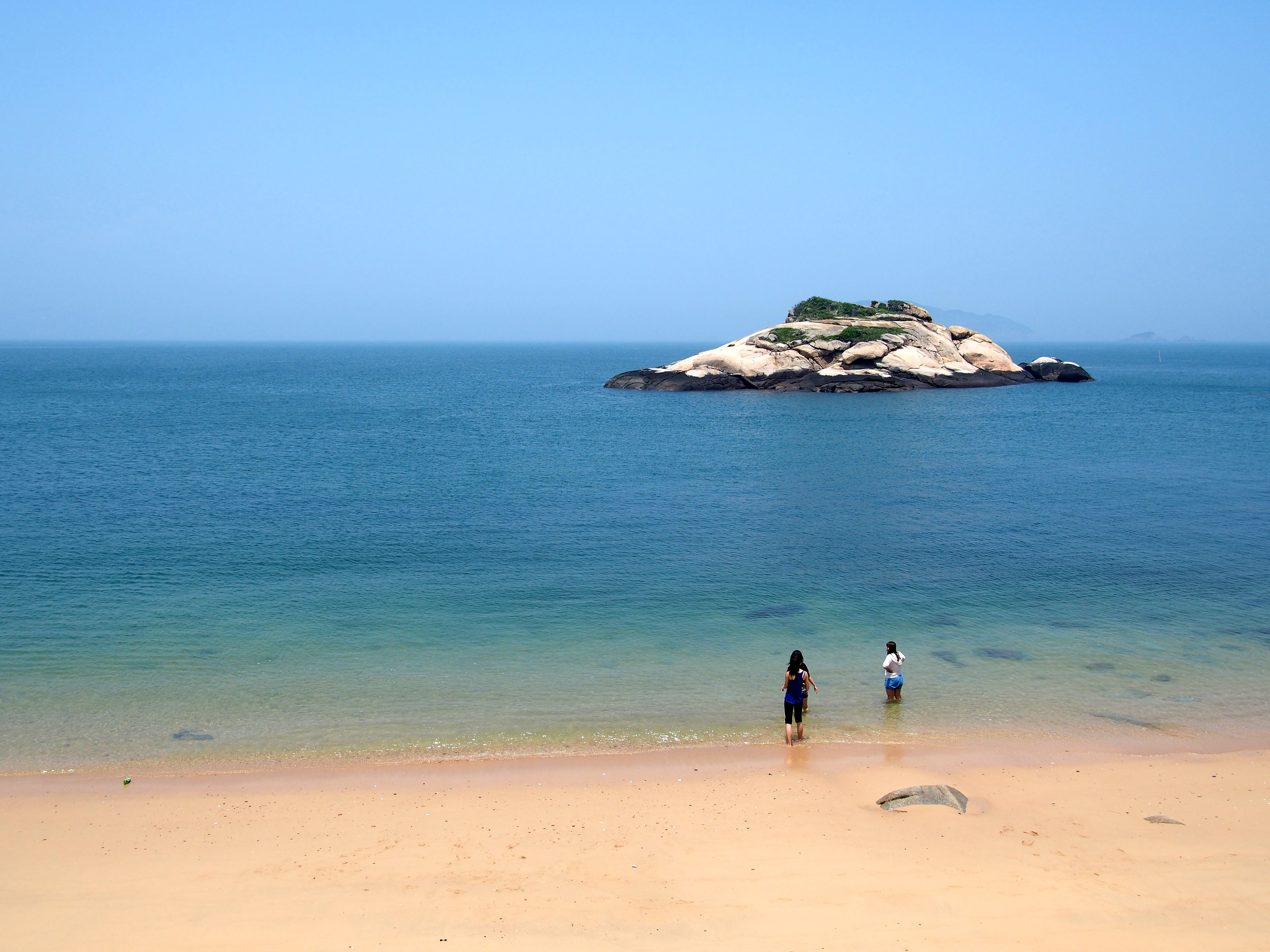
Zoom sur l'île de la Tortue.